# Windsor (Quebec)
Pronunciação
Windsor é uma cidade localizada na região de Estrie, na província de Quebec, no Canadá.